# Money (album KMFDM)
Money è il sesto album dei KMFDM, pubblicato nel 1992.

## Tracce
1. "Money" (KMFDM) – 5:31
2. "Vogue" (KMFDM) – 4:07
3. "Help Us/Save Us/Take Us Away" (KMFDM) – 6:03
4. "Bargeld" (KMFDM) – 7:15
5. "Spiritual House" (KMFDM) – 5:23
6. "Sex on the Flag (Jezebeelzebuttfunkmix)" (KMFDM) – 4:25
7. "I Will Pray" (Konietzko, Esch) – 6:01
8. "We Must Awaken" (KMFDM) – 5:02
9. "Under Satan (Dub)" (KMFDM) – 4:14
10. "Vogue (2000)" – 3:01
11. "Money (Deutschmark-Mix)" – 3:38

## Formazione
- Sascha Konietzko – Voce, Tastiere
- Günter Schulz – Chitarra
- Christine Siewert – Voce femminile
- Dorona Alberti – Voce femminile